# 우암초등학교 (충북)
우암초등학교는 대한민국 충청북도 청주시 청원구에 있는 공립 초등학교이다.

## 학교 연혁
- 1964. 08. 04 우암초등학교 설립인가
- 1966. 03. 07 1, 2학년 7학급 편성 개교
- 1969. 02. 12 제1회 졸업식(273명)
- 1981. 01. 01 특수학급 개설
- 1984. 03. 12 병설유치원 1학급 개원
- 1987. 03. 01 초등 51학급, 유치원 2학급 편성
- 1990. 03. 01 2, 3학년 88명 덕벌초등학교로 이전
- 1996. 03. 01 우암초등학교로 교명 변경
- 2010. 03. 05 유치원 탁아방 개원
- 2015. 02. 16 제47회 졸업식(졸업생 총수 15,616명)
- 2015. 03. 01 초등 14학급(특수학급 포함 15학급), 유치원 2학급 편성
- 2015. 03. 01 제19대 이범재 교장 부임

## 참고 자료
- 우암초등학교 - 한국교육학술정보원 학교알리미